# Montoliu de Segarra
Montoliu de Segarra és un municipi de la comarca de la Segarra, anomenat Montoliu de Cervera fins al 1984. Està situat a l'extrem sud de la comarca, essent el límit d'aquesta amb la comarca de la Conca de Barberà. El municipi té cinc entitats de població, el mateix Montoliu de Segarra, La Guàrdia Lada, L'Ametlla de Segarra, Cabestany i Vilagrasseta.

## Símbols
L'escut oficial de Montoliu de Segarra té el següent blasonament: Escut caironat: d'argent, un mont de sinople movent de la punta arborat d'una olivera de sinople fruitada de sable. Per timbre una corona mural de poble. Va ser aprovat el 8 d'octubre de 1998. Tant el mont com l'olivera són senyals parlants que al·ludeixen al nom del poble.

## Geografia
- Llista de topònims de Montoliu de Segarra (Orografia: muntanyes, serres, collades, indrets..; hidrografia: rius, fonts...; edificis: cases, masies, esglésies, etc).

## Demografia
| Entitat de població  | Habitants (2023) |
| la Guàrdia Lada      | 62               |
| Montoliu de Segarra  | 34               |
| Vilagrasseta         | 34               |
| Cabestany            | 29               |
| l'Ametlla de Segarra | 23               |
| Font: Idescat        |                  |

| 1497 f | 1515 f | 1553 f | 1717 | 1787 | 1857 | 1877 | 1887 | 1900 | 1910 |
| ------ | ------ | ------ | ---- | ---- | ---- | ---- | ---- | ---- | ---- |
| 83     | 82     | 101    | 239  | 453  | 889  | 818  | 937  | 841  | 875  |

| 1920 | 1930 | 1940 | 1950 | 1960 | 1970 | 1981 | 1990 | 1992 | 1994 |
| ---- | ---- | ---- | ---- | ---- | ---- | ---- | ---- | ---- | ---- |
| 828  | 848  | 735  | 695  | 509  | 315  | 203  | 225  | 210  | 210  |

| 1996 | 1998 | 2000 | 2002 | 2004 | 2006 | 2008 | 2010 | 2012 | 2014 |
| ---- | ---- | ---- | ---- | ---- | ---- | ---- | ---- | ---- | ---- |
| 208  | 202  | 192  | 184  | 190  | 186  | 188  | 197  | 197  | 193  |

| 2016 | 2018 | 2020 | 2022 | 2024 | 2026 | 2028 | 2030 | 2032 | 2034 |
| ---- | ---- | ---- | ---- | ---- | ---- | ---- | ---- | ---- | ---- |
| 188  | 190  | 187  | 180  | 180  | -    | -    | -    | -    | -    |